# بعد از جمعه آینده
بعد از جمعه آینده (به انگلیسی: Friday After Next) یک فیلم کمدی آمریکایی محصول سال ۲۰۰۲ به کارگردانی مارکوس رابوی با بازی آیس کیوب (نویسنده فیلم)، مایک اپس (در نقش دوگانه)، جان ویثرسپون و کلیفتون پاول است. این سومین و آخرین قسمت از سه‌گانه جمعه است. فیلمبرداری در ۱ نوامبر ۲۰۰۱ آغاز شد و در ژانویه ۲۰۰۲ به پایان رسید.

## گیشه
این فیلم در افتتاحیه آخر هفته ۱۳ میلیون دلار فروخت و در گیشه سوم شد. این فیلم در دومین آخر هفته ۷٫۴ میلیون دلاری به دست آورد و به رتبه ششم سقوط کرد. فروش جهانی آن به ۳۳٫۵ میلیون دلار رسید.

## پاسخ انتقادی
این فیلم در راتن تومیتوز دارای امتیاز ۴٫۲ از ۱۰ است. و در متاکریتیک امتیاز ۳۵ از ۱۰۰ را دارد. تماشاگران در نظرسنجی سینماسکور به فیلم نمره متوسط «B+» در مقیاس A+ تا F دادند.